# Lac Tsomgo
Le lac Tsomgo, aussi connu sous les noms lac Tsongmo ou lac Changu, est un lac glaciaire situé dans le district du Sikkim oriental, dans l'État du Sikkim, en Inde, à environ 40 km de la capitale de l'État, Gangtok. Il se trouve à environ 3 750 m d'altitude, et sa surface est gelée généralement de janvier à avril. Ce lac est révéré pour les couleurs changeantes qui se reflètent à la surface au fil des saisons, les croyances locales lui attribuant un pouvoir de prédiction de l'avenir, interprété par des moines bouddhistes.

## Étymologie
En sikkimais, le nom "Tsomgo" est constitué des mots "Tso", signifiant "Lac", et "Mgo" signifiant "Tête". Littéralement, on pourrait le traduire en "source du lac".

## Topographie
Le lac est entouré de montagnes escarpées, couvertes de neige en hiver, neige qui devient un apport aux eaux du lac en fondant en été. Entre la neige de l'hiver et les pluies de la mousson (essentiellement entre juillet et septembre), le lac reçoit en moyenne 1 183 mm d'eau par an, avec des températures allant généralement de 0 à 25 °C.  

## Visite restreinte
Le lac étant situé dans une zone à accès restreint, il est nécessaire d'obtenir un permis pour le visiter.

## Évocations culturelles
Le 6 novembre 2006, les services postaux indiens ont émis un timbre commémoratif représentant le lac Tsomgo.

## Images

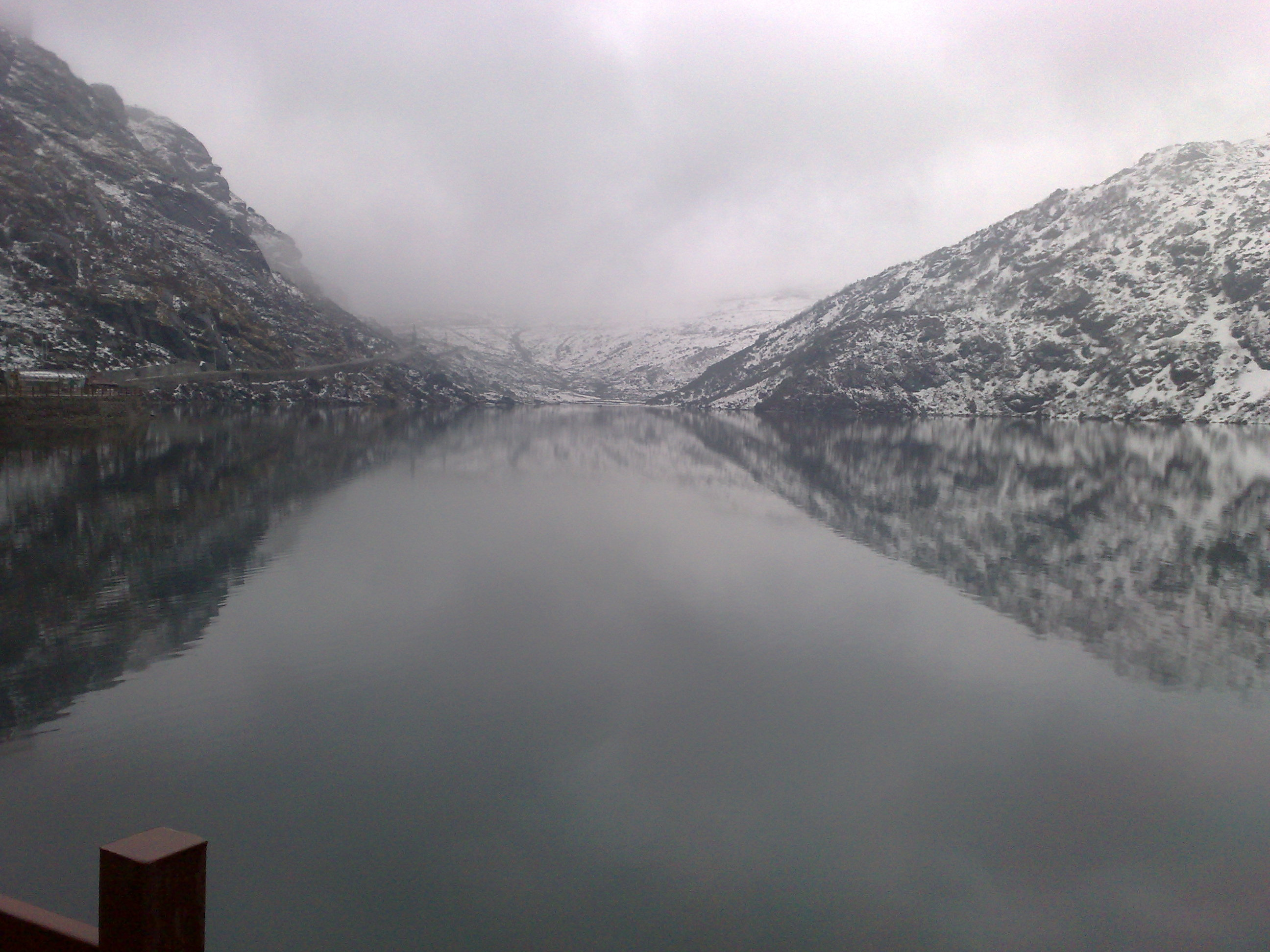
Lac Tsomgo
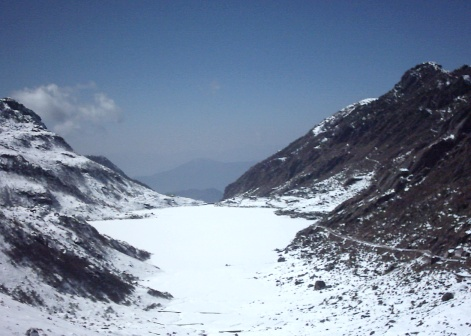
Le lac Tsomgo en hiver
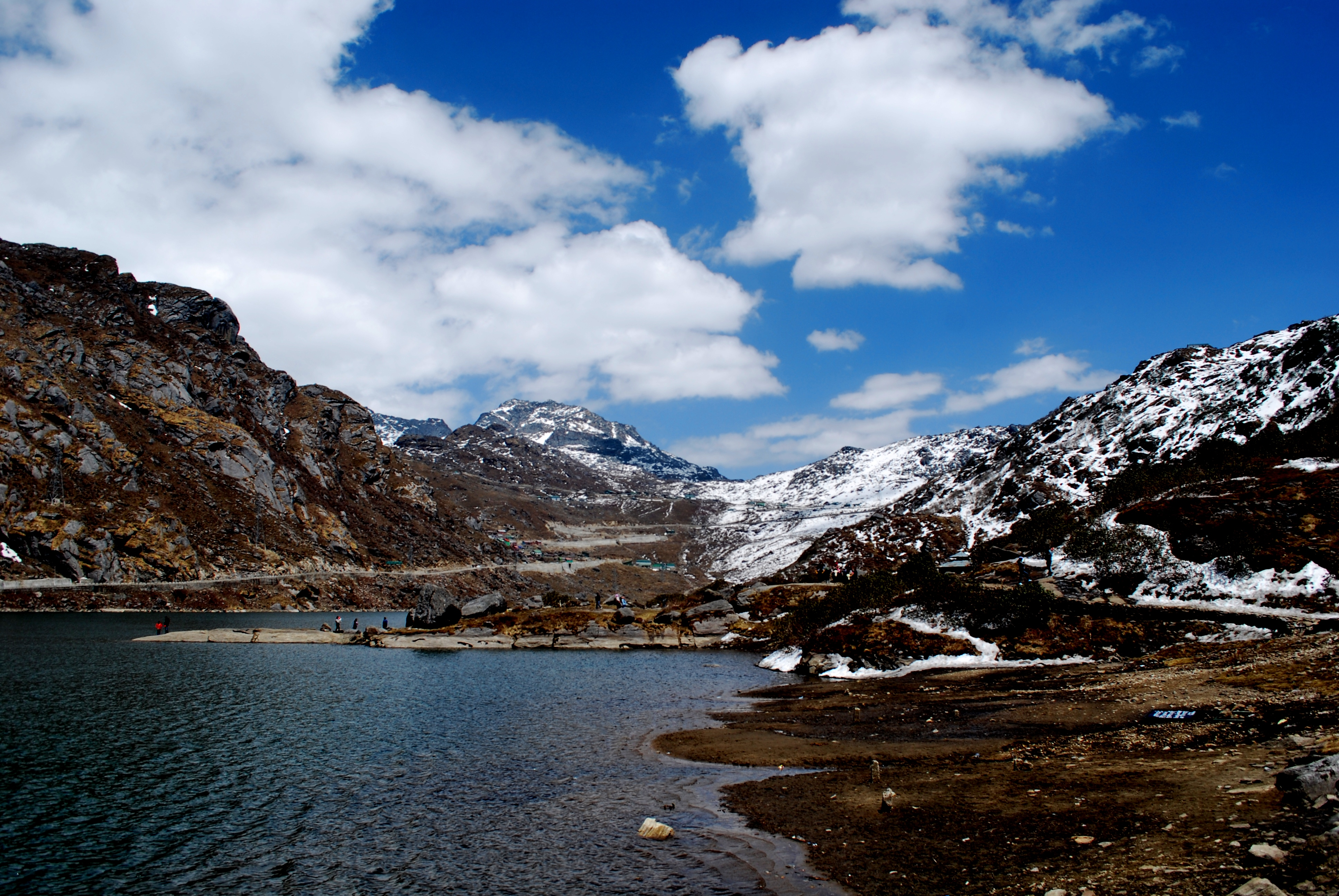
Lac Tsomgo en avril 2017
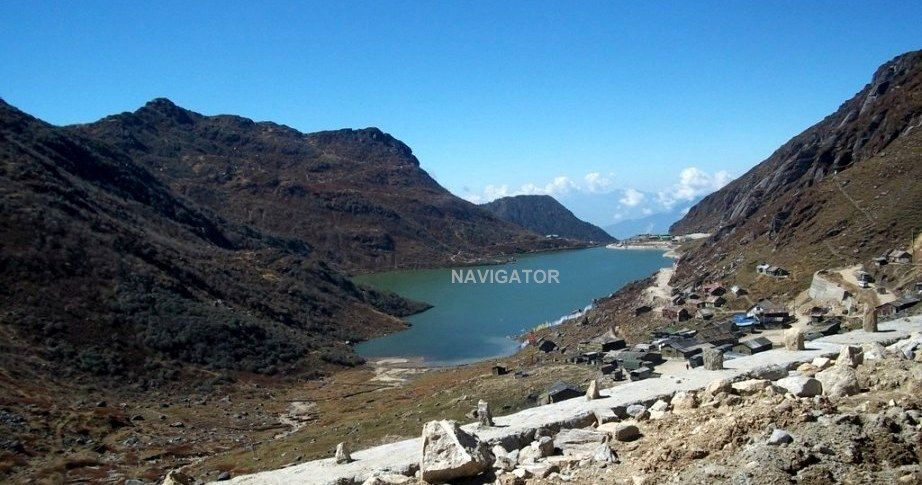
Lac Tsomgo en octobre
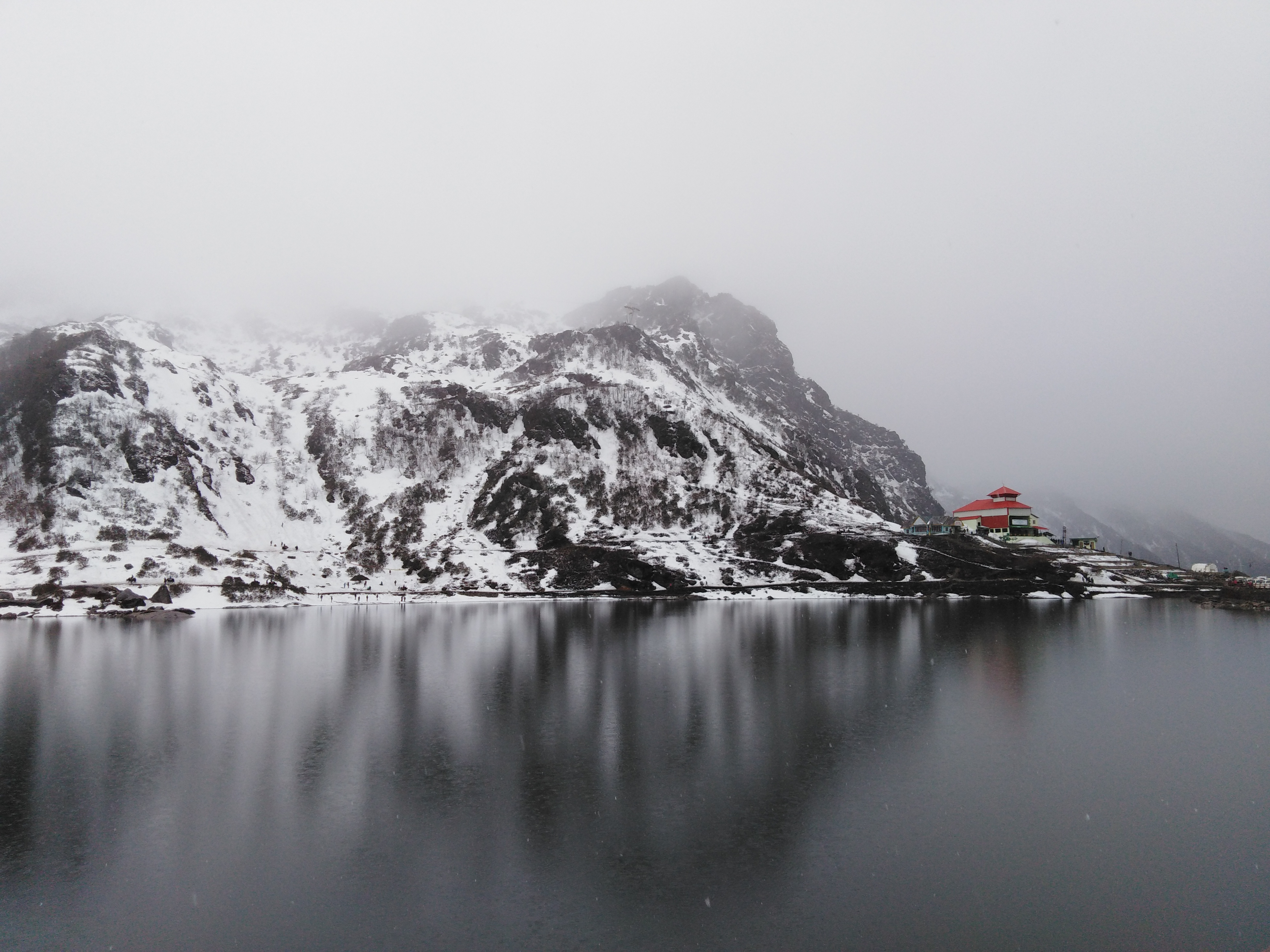
Lac Tsomgo en avril 2019